# Ludovic Sané
Ludovic Lamine Sané (Villeneuve-sur-Lot, 22 maart 1987) is een voormalig Senegalees-Frans voetballer die bij voorkeur als centrale verdediger speelde. Sané debuteerde in 2010 in het Senegalees voetbalelftal.

## Clubcarrière
Sané speelde in de jeugd bij US Lormont, Stade Bordelais en Girondins Bordeaux. Als negentienjarige tekende hij een contract bij amateurclub RCO Agde. Na één seizoen keerde hij terug bij US Lormont. In 2008 keerde hij terug bij Girondins Bordeaux, waar hij eerder in de jeugdopleiding speelde. Hij debuteerde voor Bordeaux op 3 november 2009 in de Champions League tegen Bayern München. In diezelfde maand kreeg hij zijn eerste basisplaats, in een Champions League-duel tegen Maccabi Haifa. Vier dagen later debuteerde hij in de Ligue 1, tegen Olympique Lyon. Bordeaux won met 1-0. Sané speelde de volledige wedstrijd mee. Hij scoorde zijn eerste doelpunt voor Bordeaux in de finale van de Coupe de la Ligue 2010, tegen Olympique Marseille.

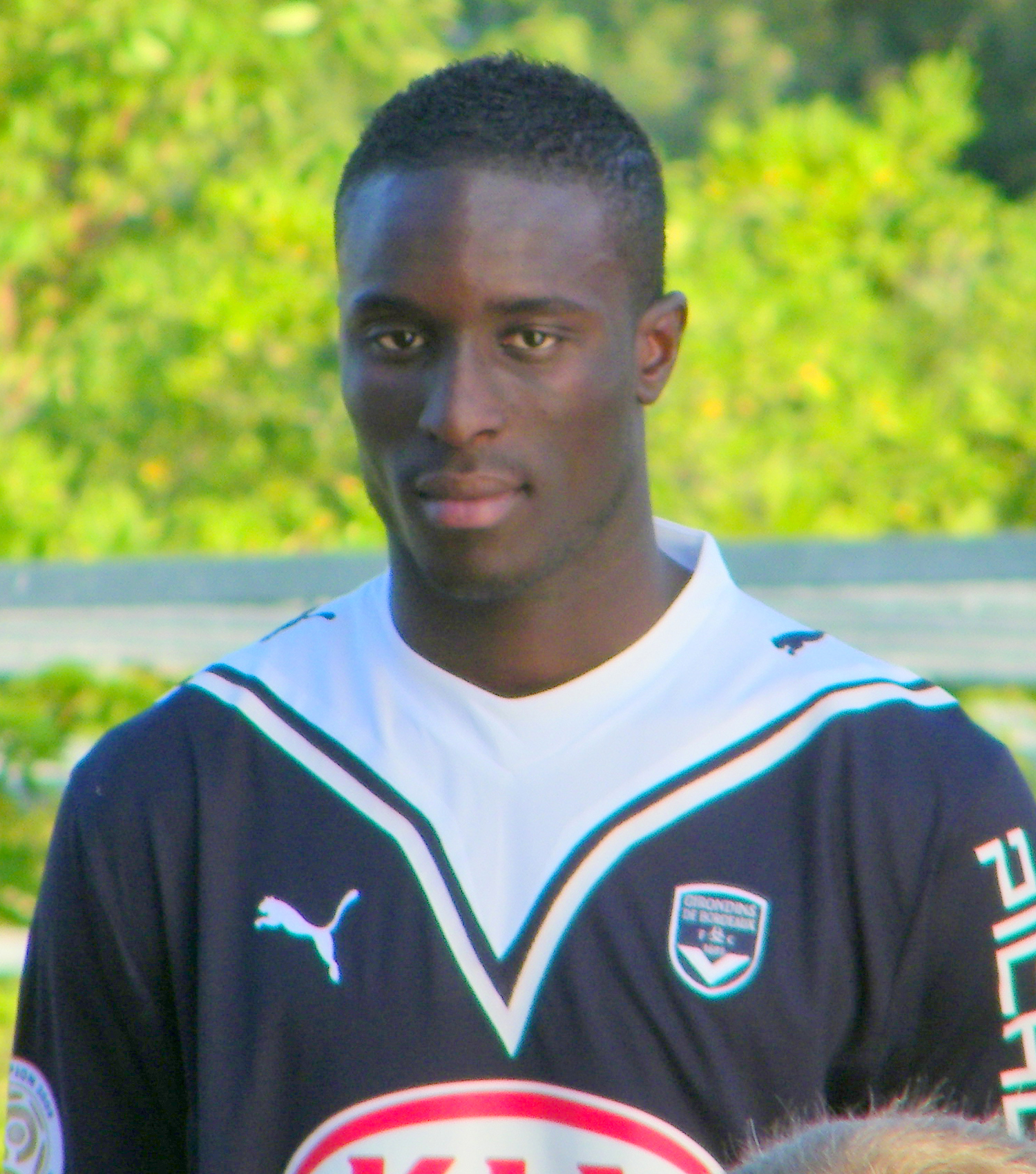
Sané in het shirt van Girondins Bordeaux (2009)

In februari 2020 tekende Sané een halfjarig contract bij FC Utrecht, dat hem transfervrij overnam van Orlando City. Door de coronapandemie kwam er een vroegtijdig einde aan het seizoen. Nadat gesprekken over een contractverlenging geen nieuwe verbintenis opleverde, besloot hij in de zomer van 2020 een punt achter zijn carrière te zetten.

## Clubstatistieken
| Seizoen         | Club               | Competitie             | Competitie | Competitie | Beker | Beker | Internationaal | Internationaal | Overig | Overig | Totaal | Totaal |
| Seizoen         | Club               | Competitie             | Wed.       | Dlp.       | Wed.  | Dlp.  | Wed.           | Dlp.           | Wed.   | Dlp.   | Wed.   | Dlp.   |
| --------------- | ------------------ | ---------------------- | ---------- | ---------- | ----- | ----- | -------------- | -------------- | ------ | ------ | ------ | ------ |
| 2006/07         | RCO Agde           | Championnat National 2 | 25         | 1          | 0     | 0     | –              | –              | 0      | 0      | 0      | 0      |
| 2007/08         | US Lormont         | ?                      | ?          | ?          | ?     | ?     | ?              | ?              | ?      | ?      | ?      | ?      |
| 2008/09         | Girondins Bordeaux | Ligue 1                | 0          | 0          | 0     | 0     | 0              | 0              | 0      | 0      | 0      | 0      |
| 2009/10         | Girondins Bordeaux | Ligue 1                | 17         | 1          | 5     | 1     | 6              | 0              | 0      | 0      | 28     | 2      |
| 2010/11         | Girondins Bordeaux | Ligue 1                | 33         | 2          | 4     | 0     | –              | –              | 0      | 0      | 37     | 2      |
| 2011/12         | Girondins Bordeaux | Ligue 1                | 32         | 2          | 2     | 0     | –              | –              | 0      | 0      | 34     | 2      |
| 2012/13         | Girondins Bordeaux | Ligue 1                | 33         | 1          | 6     | 0     | 9              | 1              | 0      | 0      | 48     | 2      |
| 2013/14         | Girondins Bordeaux | Ligue 1                | 36         | 0          | 4     | 0     | 4              | 2              | 1      | 0      | 45     | 2      |
| 2014/15         | Girondins Bordeaux | Ligue 1                | 24         | 1          | 1     | 0     | 0              | 0              | 0      | 0      | 25     | 1      |
| 2015/16         | Girondins Bordeaux | Ligue 1                | 13         | 0          | 4     | 0     | 4              | 0              | 0      | 0      | 21     | 0      |
| 2016/17         | Werder Bremen      | Bundesliga             | 27         | 1          | 1     | 0     | –              | –              | 0      | 0      | 28     | 1      |
| 2017/18         | Werder Bremen      | Bundesliga             | 11         | 1          | 1     | 0     | –              | –              | 0      | 0      | 12     | 1      |
| 2018            | Orlando City       | Major League Soccer    | 16         | 1          | 1     | 0     | –              | –              | 0      | 0      | 17     | 1      |
| 2019            | Orlando City       | Major League Soccer    | 26         | 0          | 4     | 0     | –              | –              | 0      | 0      | 30     | 0      |
| 2019/20         | FC Utrecht         | Eredivisie             | 1          | 0          | 0     | 0     | –              | –              | 0      | 0      | 1      | 0      |
| Carrière totaal | Carrière totaal    | Carrière totaal        | 294        | 11         | 33    | 1     | 23             | 3              | 1      | 0      | 326    | 14     |

## Interlandcarrière
Sané debuteerde in 2010 voor Senegal. In totaal speelde hij 33 interlands, waarvan twee tijdens de Africa Cup in 2012 en drie in 2015. Zijn jongere broer Salif Sané debuteerde in 2013 voor Senegal.

## Erelijst
| Coupe de France | 1x | 2012/13 |